# Stylocidaris albidens
Stylocidaris albidens is een zee-egel uit de familie Cidaridae.
De wetenschappelijke naam van de soort werd in 1925 gepubliceerd door Hubert Lyman Clark.